# Félegyházi Újtelep
Félegyháziújtelep (Mihai Bravu), település Romániában, a Partiumban, Bihar megyében.

## Fekvése
Biharfélegyháza mellett fekvő település.

## Története
Félegyháziújtelepet az első világháború után telepítették Biharfélegyháza határában.
1956-ban vált önálló településsé 1380 lakossal.
A 2002-es népszámláláskor 1127 lakosából 1115 román, 9 magyar volt.